# Trèfle bêta
Un trèfle β est une structure protéique comprenant trois séquences β–β–β–boucle–β repliées de telle sorte que deux épingles à cheveux β à deux brins se forment avec le premier et le dernier brin β pour la première, et avec les deuxième et troisième brins β pour la seconde épingle à cheveux β. L'ensemble forme un tonneau β de 1,6 nm de diamètre avec une coiffe triangulaire et une symétrie approximativement d'ordre 3,.
Parmi les protéines qui présentent un domaine en trèfle β, on peut noter les inhibiteurs à domaine de Kunitz (en) de plantes telles que le soja, l'arbre corail africain (en) et le blé ; les cytokines de la famille des interleukines 1 (interleukine 1α (en), interleukine 1β, antagoniste du récepteur des interleukines 1 (en)) ainsi que des facteurs de croissance des fibroblastes 1 (en) et 2 (en).